# 白石文子
白石文子（日语：／ Shiraishi Ayako，1963年4月13日—），日本女性前配音員。出身於大分縣。81 Produce最終所屬。O型血。
以前藝名「白石 彩子」（日文讀音相同）。

## 人物
1987年出道。期間擔當主配電視動畫《基因潛水員》（芳賀唯）、《愛莉絲偵探局》（稻葉），及準常駐擔演《神奇寶貝》的喬伊，但她認為無法靠配音工作吃飯，因此2002年3月從配音業界退休，返回家鄉。

## 繼任
白石退休後，以下人員接替了這些角色：
| 繼任       | 角色名        | 概要作品          | 繼任初次擔當作品         |
| ---------- | ------------- | ----------------- | ------------------------ |
| 山口由里子 | 喬伊          | 「寶可夢系列」    | 《神奇寶貝》第246話      |
| 木村亞希子 | 瑪貝特·芬格赫 | 《機動戰士V鋼彈》 | 《SD鋼彈 G世代 SPIRITS》 |
| 內川藍維   | 魔法妹妹      | 《麵包超人》      | 待定                     |

## 演出
粗體字表示主要角色。

### 電視動畫
1987年
- 愛的小婦人物語（帕蒂）
- 超人B（日语：ウルトラB）（主持人）
- 新楓葉鎮物語 棕櫚鎮篇（拉姆）
- 漫畫日本經濟入門（日语：マンガ日本経済入門）（受理小姐、女子行員B、派遣店員A）

1988年
- 超音戰士Borgman（隊員B）
- 妙手小廚師（1988年—1989年，女學生B，OLA、女店員C、女學生C、主播）

1989年
- 寶馬神童（日语：青いブリンク）（美人）

1991年
- 朱古力小精靈（日语：おばけのホーリー）（佩塔隆 等）
- 鬥球兒彈平（1991年—1992年，玉公、花田）

1992年
- 龍馬英雄（日语：お〜い!竜馬）（坂本千鶴）
- 蠟筆小新（輝信〈初代〉）
- 美少女戰士（香山美加〈第2代〉）

1993年
- 機動戰士V鋼彈（瑪貝特·芬格赫[6]）
- 恐龍星球（法倫·尼·法倫、第一疾走者）
- 麵包超人（魔法妹妹〈第2代〉）
- 叮噹貓（櫻亞多莉）

1994年
- 基因潛水員（芳賀唯）
- 奪寶奇謀（姬奈）

1995年
- 小紅豆（吉野老師、峯村女士）
- 愛莉絲偵探局（稻葉）

1997年
- 救生戰士名乃節電器（洛普）
- BURN-UP EXCESS（美雪）
- 神奇寶貝 (無印)（1997年—2002年，喬伊〈初代〉、小孩、地鼠）

1998年
- 愛莉絲SOS（1998年—1999年，杉田廣美[7]）
- 爆走兄弟Let's & Go!! MAX（幹夫）

1999年
- 週刊故事樂園（日语：週刊ストーリーランド）（1999年—2000年，記者、女子B）

2001年
- 銀河五虎將 FRACTIONS OF THE EARTH（日语：ガイスターズ FRACTIONS OF THE EARTH）（艾莉西亞·尤諾）
- 神奇寶貝 雷公雷的傳說（喬伊）

### 電影動畫
- 蠟筆小新：搞怪遊樂園大冒險（1996年，輝信）
- 蠟筆小新：電擊！豬蹄大作戰（1998年，廣播）
- 劇場版 神奇寶貝：超夢的逆襲（1998年，喬伊）
- 劇場版 神奇寶貝：結晶塔的帝王（2000年，喬伊）

### OVA
1987年
- HELL TARGET（日语：ヘル・ターゲット）（由拉·特洛亞諾夫〈小時候〉）

1988年
- （護士）
- 墮落時空冒險（日语：ズッコケ三人組#『ズッコケ時空冒険』）
- 心跳學園 決戰!! 妖奇大魔城（日语：ドキドキ学園）（夜美）
- 飛越巔峰（1988年—1989年，女1、女操作員1、琳達·山本）

1990年
- 聖未加江羅學園漂流記（修女）

1991年
- EXPER ZENON（日语：EXPER ZENON）（專家梅拉米斯）
- 風暴戰士ORGUN

1992年
- 赤紅疾風（日语：紅いハヤテ）
- 創世機士蓋亞斯（日语：創世機士ガイアース）

1993年
- 偶像防衛隊（SNAP粉絲）

1995年
- 戰少女（女高中生C）
- 精靈使（日语：精霊使い）（琥珀）

1997年
- 超光速Grandoll（日语：超光速グランドール）（夏美）

1998年
- 超能力大戰 ～Psychic Force～（索妮雅）
- Space Ofera 阿卡魯達（伊馮娜）

### 遊戲
1992年
- 夢幻戰士（水邪基瓦）

1994年
- Basted（日语：バステッド (ゲーム)）（米利安）
- Battle ZEQUE傳
- MAD STALKER（日语：マッドストーカー）（伊娃·拉迪亞、比安·卡豪曼）[注 2]

1996年
- 超能力大戰 ～Psychic Force～（溫蒂·萊安、索妮雅）
- 新超級機器人大戰（日语：新スーパーロボット大戦）（瑪貝特·芬格赫）

1997年
- 超能力大戰 ～Psychic Force～ 對戰方塊 （溫蒂·萊安、索妮雅）
- 超光速Grandoll（日语：超光速グランドール）（夏美）

1999年
- SD鋼彈 G世代（1999年—2006年，瑪貝特·芬格赫）6作品[系列 1]

2000年
- 超級機器人大戰α／for Dreamcast（瑪貝特·芬格赫）

2001年
- 超級機器人大戰α外傳（瑪貝特·芬格赫）

### 廣播劇CD
- 雷鳥神機隊秘密基地（1992年，空服員）

### 外語配音

#### 動畫
- 忍者龜 (1987年東京電視台版)（蒙娜麗莎、洛特絲·布洛森姆）
- 辛普森家庭（雪利·羅賓斯〈初代日語配音〉）
- X戰警 (1994年東京電視台版)（炫音（英语：Dazzler (Marvel Comics)））

### 廣告
- 樂天

### 電視劇
- 新·中學生日記（日语：新・中学生日記）（旁白）

### 其它
- 集英社「Cobalt文庫」（市話服務）

## 腳註